# Zhejiang (time de voleibol)
A equipe de voleibol feminino do Zhejiang Nuzi Paiqiu Dui (Chinês: 浙江嘉善西塘古镇女子排球俱樂部 ) é  um time chinês de voleibol indoor  da cidade de Jiaxing, fundado em 1958 , filiado a Associação Chinesa de Voleibol medalhista de bronze na edição do Campeonato Asiático de Clubes de 2015 no Vietnã.

## Resultados obtidos nas principais competições

### Títulos conquistados
- Campeonato Asiático:2015
- Liga A Chinesa:2013-14
- Liga A Chinesa:1998-99 e 2016-17
- Liga A Chinesa:1996-97, 1997-98, 2004-05 e 2012-13
- Liga A Chinesa:2005-06, 2008-09, 2010-11 e 2014-15

## Atletas
| - Yin Yin - Zhou_Suhong - Luo Yu - Sun Jizhao - Zhu Lijun - Ye Cen |